# Naatsorsueqqissaartarfik
Naatsorsueqqissaartarfik est l'organisme central de la statistique au Groenland, opérant sous les auspices du gouvernement groenlandais, en collaboration avec le ministère des Finances. Basée à Nuuk, la capitale du Groenland, l'organisation a été fondée le 19 juillet 1989 par le gouvernement groenlandais.